# Saint-Gonlay
Saint-Gonlay är en kommun i departementet Ille-et-Vilaine i regionen Bretagne i nordvästra Frankrike. Kommunen ligger i kantonen Montfort-sur-Meu som tillhör arrondissementet Rennes. År 2022 hade Saint-Gonlay 381 invånare.

## Befolkningsutveckling
Antalet invånare i kommunen Saint-Gonlay
Referens:INSEE